# حتساف
حستاف (عبرية: חצב، بمعنى إشقيل) هو موشاف في وسط إسرائيل. في عام 2014 بلغ عدد سكانه 1,390. تأسس الموشاف في عام 1949 على يد مهاجرين ليبيين من طرابلس على أراضي قرية المسمية الكبيرة العربية المُهجرة.

## روابط خارجية
‌